# 行空间与列空间

## 定义
矩阵的行空间和列空间均为特殊的子空间，均属矩阵的四大基本子空间之一。

### 行空间定义
设一m 行 n列实元素 矩阵为A（m × n 矩阵），则其行空间（英文：Row Space）是由矩阵A的所有行向量所生成的Rn上的子空间，记作C(AT)或R(A)。其中，矩阵AT（n × m 矩阵 ）被称为矩阵A的转置。
行空间C(AT)中的所有向量均为矩阵A的行向量的某种线性组合，都为Rn上的向量（即n维向量）。
C(AT)的维度等于矩阵A的行秩，最大为min(m,n)。即：
行空间C(AT)的一组自然基底是矩阵A的行向量的最大线性无关组。

### 列空间定义
列空间的定义非常类似于行空间。
设一m 行 n列实元素 矩阵为A（m × n 矩阵），则其列空间（英文：Column Space）是由矩阵A的所有列向量生成的Rm上的子空间，记作C(A)。
矩阵A的列空间C(A)中的所有向量均为矩阵A中列向量的某种线性组合，都为Rm上的向量（即m维向量）。
C(A)的维度等于矩阵A的列秩，最大为min(m,n)。即：
列空间C(A)的一组自然基底是矩阵A的列向量的最大线性无关组。

### 推广
行空间与列空间的概念均可推广到在任何域上，特别是复数域C。

## 行空间、列空间的解释

### 线性变换解释
如果把矩阵A当作从Rn到Rm的线性变换，则矩阵的列空间等于这个线性变换的像，一种对向量x（原像）的运算、坐标变换。行空间则是从Rm到Rn的线性变换。
以行空间为例，设A为一n阶可逆方阵，给定一个线性方程组Ax=b，则该方程可理解为一种坐标变换：
某个n维向量在某个坐标系下（实际是以A的列向量的最大线性无关组为基底的坐标系，称为原坐标系)被称为（描述为）x，则x的各个分量值即该n维向量在原坐标系下的坐标值。矩阵A作用于x是指对该向量在由A的行向量所确定的一组基下作投影。矩阵A可逆，则行向量线性无关，每个行向量实际是一个基向量，需要对x作n次投影。
x在每个基向量上投影都会得到一个投影值，则一共得到n个投影值。将各个投影值按相应的顺序从上到下排列写成向量形式后即得到结果向量b——在新坐标系下的描述，其各个分量即该向量在以A的行向量为基的坐标系下的坐标值。换言之，x和b只是同一个向量在不同坐标系下的坐标（描述），矩阵A则是进行描述转换的（坐标变换）的媒介。
由于已假设A可逆，若在上述基础上对方程Ax=b两边同时右乘A的逆矩阵A-1，则是进行了一次逆变换，相当于将b投影在以A的列向量为基底的坐标系（即原坐标系），返回到原坐标系下的坐标表示x，即：将向量在新坐标系下的坐标表示b还原为在原坐标系下的坐标表示x。
上述的两次变化可形式化表示为：
且上式以矩阵乘法的角度看是显然的。两次变换简言之：
1. 首先投影x到A的行空间，得到在新坐标下的坐标描述b；
2. 进行可逆的变换；
3. 把结果向量b放置到A的列空间中。所以结果的 Ax=b必定居留在A的列空间中。

### 几何解释

#### 列空间
矩阵A的列空间C(A)是所有A的纵列的所有线性组合。设A为m × n 矩阵，其第i个列向量为ai,则C(A)的形式化表述为：

#### 行空间
矩阵A的行空间R(A)或C(AT)是所有A的横行的所有线性组合。
由于矩阵A的行向量经转置后成为列向量，则矩阵AT的列空间即矩阵A的行空间。同理，A的列空间也是AT的行空间。相应地，设矩阵A为m × n 矩阵，则其转置AT为n × m 矩阵，其第i个列向量为aTi，则C(AT)的形式化表述为：

## 例子
给定矩阵J:
{\displaystyle J={\begin{bmatrix}2&4&1&3&2\\-1&-2&1&0&5\\1&6&2&2&2\\3&6&2&5&1\end{bmatrix}}}
横行是
r1 = (2,4,1,3,2),
r2 = (−1,−2,1,0,5),
r3 = (1,6,2,2,2),
r4 = (3,6,2,5,1)。
结果的J的行空间是{  r1, r2, r3, r4 } 张成的R5的子空间。因为这4个行向量是线性无关的，行空间是4维的。此外，在这种情况下，可以被看出它们都正交于向量n = (6,−1,4,−4,0)，所以可以推出行空间由正交于n的所有R5中的向量组成。